# Scary Monsters (and Super Creeps)
Scary Monsters (and Super Creeps), também conhecido simplesmente como Scary Monsters, é o décimo quarto álbum do cantor e compositor britânico David Bowie, lançado em 12 de setembro de 1980 pela RCA Records. Foi o seu último álbum de estúdio com o selo e seu primeiro após a chamada Trilogia de Berlim - Low, "Heroes" e Lodger (1977-1979). Não obstante sua reputação e seu significado artístico, a trilogia se provara pouco bem-sucedida comercialmente. Com Scary Monsters, porém, Bowie atingiu o que o biógrafo David Buckley chamou de "o equilíbrio perfeito" de criatividade e sucesso mainstream; além de ser aclamado pela crítica, o álbum alcançou o n°1 nas paradas britânicas e restaurou o suporte comercial de Bowie nos EUA.
Embora o álbum seja frequentemente chamado de Scary Monsters (And Super Creeps), como a faixa-título, o título do álbum, como escrito na capa e na contracapa do LP original é Scary Monsters . . . . . and Super Creeps. De qualquer modo, tanto na lombada como no selo do disco, o título é somente Scary Monsters.

## Produção
De acordo com o co-produtor Tony Visconti, o método de David Bowie em Scary Monsters era um pouco menos experimental e mais preocupado com um som mais comercialmente viável do que nas suas obras anteriores; para isso, o compositor gastou mais tempo com o desenvolvimento de letras e melodias antes das gravações, em substituição à improvisação no estúdio e à criação de letras de última hora. Além de um cover, "Kingdom Come", de Tom Verlaine, todas as faixas foram creditadas somente a Bowie, diferentemente da Trilogia de Berlim, em que havia um aumento da criação por parte dos seus colaboradores.
Entre esses colaboradores estava Brian Eno, que não participou de Scary Monsters. Apesar disso, Chuck Hammer acrescentou múltiplas camadas de textura com a implementação de sintetizadores de guitarra e, após estar ausente em Lodger, Robert Fripp voltou com sua distinta sonoridade de guitarra que anteriormente emprestara a "Heroes". Roy Bittan, pianista de Bruce Springsteen, voltou para seu primeiro álbum com Bowie desde Station to Station (1975), enquanto Pete Townshed, do The Who, participou da faixa "Because You're Young". Este seria o quinto e último álbum de Bowie com a participação da seção rítmica de Dennis Davis e George Murray, que estavam juntos desde Station to Station.

## Desenvolvimento
Bowie continuou a desenvolver faixais utilizando-se de métodos pouco tradicionais: para "It's No Game (No. 1)", ele desafiou o guitarrista Robert Fripp a "imaginar que estava tocando num duelo de guitarra com B.B. King, em que tinha que superar B.B., mas tocando à sua própria maneira."
"Fashion" começou como uma canção chamada "Jamaica", mas Bowie estava inapto a pensar em algo para escrever, então quase descartou a canção até o fim das gravações, quando foi transformada na faixa que aparece no álbum. A faixa "I Fell Free" (do Cream) foi gravada "em mixagem bruta" para o álbum, mas não veio a público até uma regravação para Black Tie White Noise, de 1993. Algumas outras faixas do álbum começaram com outros títulos: "Ashes to Ashes" começou como "People Are Turning Gold" e "Teenage Wildlife" originalmente foi chamada de "It Happens Everyday". A faixa "Scream Like a Baby" foi originalmente chamada de "Laser" (o verso "Scream like a baby" era cantado como "I am a laser"). A canção "Is There Life After Marriage?" foi completamente escrita e gravada para o álbum, mas nunca foi lançada por razões desconhecidas.

## Estilo e temas
A primeira amostra pública de Scary Monsters foi "Ashes to Ashes", que foi lançada como single um mês antes do álbum e atingiu o n°1 no Reino Unido. Desenvolvida a partir da guitarra sintetizada de Chuck Hammer, a canção revisita o personagem Major Tom (da faixa "Space Oddity", de 1969). Além do sucesso crítico e comercial da canção, o videoclipe para a faixa é uma referência na criação artística.
Não obstante as texturas luxuriantes de "Ashes to Ashes", a sonoridade de Bowie no álbum foi descrita por críticos como mais áspera - e sua visão de mundo mais desesperada - do que tudo que ele lançara desde Diamond Dogs (1974). Isso é exemplificado por faixas como "It's No Game (No. 1)", uma abertura de hard rock com vocais femininos em japonês; a desgovernada faixa-título com seus efeitos proeminentes de percussão e o sotaque cockney exagerado de Bowie; o segundo single, "Fashion", que parece criar paralelos entre moda e política e que tem seu próprio videoclipe, altamente prestigiado; e "Scream Like a Baby", uma narrativa sobre prisão política.
Em "Teenage Wildlife", contra um pano de fundo musical que devia muito à sua canção "Heroes", é frequentemente visto um ataque a artistas da new wave, como Gary Numan, ou um reflexo de um Bowie mais jovem:
A broken-nosed mogul are you
One of the new wave boys
Same old thing in brand new drag
Comes sweeping into view
As ugly as a teenage millionaire
Pretending it's a whiz-kid world
(Você é um magnata de nariz quebrado
Um dos garotos da new wave
A mesma coisa velha numa novíssima forma
Vem deslizando até a visão
Feio como um milionário adolescente
Fingindo que o mundo é dos garotos prodígios)

## Encarte
O trabalho de capa de Scary Monsters mostra Bowie vestido como pierrô, tal qual no videoclipe de "Ashes to Ashes", numa combinação de fotografias de Brian Duffy e uma pintura de Edward Bell. A contracapa do LP original fazia referência a quatro álbuns anteriores - a Trilogia de Berlim e Aladdin Sane (cuja arte de encarte também contém o design e fotografias de Duffy). As capas de Low, "Heroes" e Lodger - este última sobreposta na foto interna do encarte de Aladdin Sane - estão retratadas em pequenas molduras à esquerda da lista de faixas. A aparência esbranquiçada das capas foi vista como "um símbolo do descarte das antigas personas de Bowie." Essas imagens não foram reproduzidas na reedição da Rykodisc de 1992, mas foram restauradas para edição remasterizada da EMI/Virgin de 1999.

## Singlese faixas adicionais
Após o lançamento de "Ashes to Ashes", em agosto de 1980, antes do álbum, e  "Fashion", em outubro, a  faixa-título foi lançada como single em janeiro de 1981, tanto em vinil como em fita cassette. O último single do álbum, "Up The Hill Backwards", foi lançado em março desse ano. Outras canções dessa época, lançadas em CD pela Rykodisc, incluíam: ambos os lados do single "Alabama Song"/"Space Oddity", sendo a última um rígido remake que estreou no The Kenny Everett Video Show, no ano-novo de 1979, e serviu de "purificação ritualística" do número mas célebre de Bowie antes de sua "demolição" com "Ashes to Ashes"; "Crystal Japan", Lado B de "Up the Hill Backwards" no Reino Unido e lado A de "Alabama Song" no Japão - onde foi também utilizado para um comercial de saquê; e uma nova versão de "Panic in Detroit", de Aladdin Sane.

## Lançamento e legado
| Críticas profissionais | Críticas profissionais |
| Avaliações da crítica  | Avaliações da crítica  |
| Fonte                  | Avaliação              |
| ---------------------- | ---------------------- |
| Allmusic               | [ 10 ]                 |
| Blender                | [ 11 ]                 |
| Robert Christgau       | (B+)                   |
| RS Album Guide         | [ 13 ]                 |

A RCA lançou Scary Monsters em setembro de 1980 com a frase comercial "Muito Copiado, Nunca Igualado", uma referência direta aos atos da new wave que Bowie inspirara ao longo dos anos. O disco foi altamente elogiado pelos críticos, com sete estrelas (de cinco) da Record Mirror, enquanto a Melody Maker o chamou de "um salto assustadoramente impressionante nos anos 80" e a Billboard afirmou que o álbum "deveria ser o LP mais acessível e bem-sucedido de Bowie comercialmente em anos". O n°1 do álbum nas paradas britânicas foi o primeiro desde Diamond Dogs, em 1974, enquanto nos EUA o disco atingiu o n°12 - melhor performance estadunidense desde Low, de quase quatro anos antes.
Apesar do gigante estrelato mundial e do sucesso comercial que Bowie alcançaria nos anos vindouros, mais notavelmente com seu próximo álbum de estúdio, Let's Dance, de 1983, muitos especialistas consideram Scary Monsters seu "último grande álbum", uma "referência" para cada novo lançamento. Prestigiados trabalhos posteriores, como Outside, Earthling, Heathen e Reality foram citados como "o melhor álbum desde Scary Monsters." Na edição de 2005 da biografia Strange Fascination, David Buckley sugere que "Bowie deveria preventivamente planejar seu próximo álbum como Melhor Desde Scary Monsters e terminar com isso".
Em 2000, a revista Q ranqueou Scary Monsters na posição 30 da lista de 100 Melhores Álbuns Britânicos de Todos os Tempos. Em 2002, a Pitchfork Media o colocou na posição 93 no seu Top 100 de Álbuns dos Anos 1980. Em 2012, a Slant Magazine o pôs no número 27 na sua lista de "Melhores álbuns dos Anos 1980", dizendo que "Bowie controla a experimentação da sua Trilogia de Berlim e canaliza os sons floridos de sintetizadores e as pinceladas desordenadas de guitarra no álbum pop mais peculiar da década." Em 2013, a NME ranqueou o álbum no número 381 na sua lista de 500 Melhores Álbuns Todos os Tempos.
O Mangá Jojo's Bizarre Adventure, criado por Hirohiko Araki no seu sétimo arco: ''Steel Ball Run'', possui um personagem chamado Diego Brando, o qual possui uma Stand (Representação da alma do usuário), chamado Scary Monsters.

## Faixas
Todas as faixas escritas e compostas por David Bowie, exceto onde indicado. 
| Lado A |                                                                                            |         |  |
| N.º    | Título                                                                                     | Duração |  |
| 1.     | "It's No Game (No. 1)" (letra e música de Bowie, tradução para o japonês por Hisahi Miura) | 4:20    |  |
| 2.     | "Up the Hill Backwards"                                                                    | 3:15    |  |
| 3.     | "Scary Monsters (And Super Creeps)"                                                        | 5:12    |  |
| 4.     | "Ashes to Ashes"                                                                           | 4:25    |  |
| 5.     | "Fashion"                                                                                  | 4:49    |  |

| Lado B |                                                 |         |  |
| N.º    | Título                                          | Duração |  |
| 6.     | "Teenage Wildlife"                              | 6:56    |  |
| 7.     | "Scream Like a Baby"                            | 3:35    |  |
| 8.     | "Kingdom Come" (letra e música de Tom Verlaine) | 3:45    |  |
| 9.     | "Because You're Young"                          | 4:54    |  |
| 10.    | "It's No Game (No. 2)"                          | 4:22    |  |